# Бетон

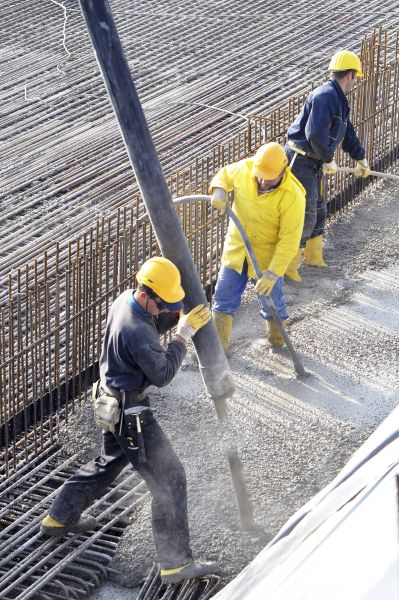
Бетонування

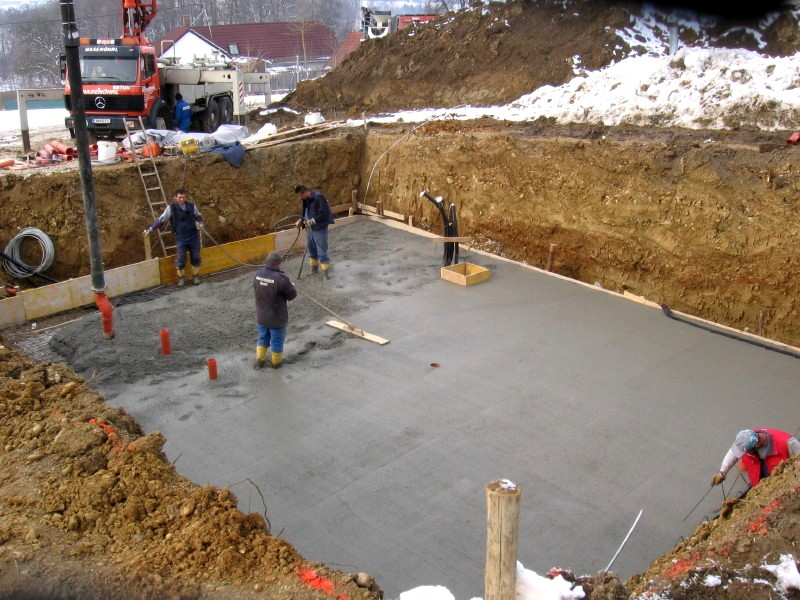
Укладання бетонної суміші

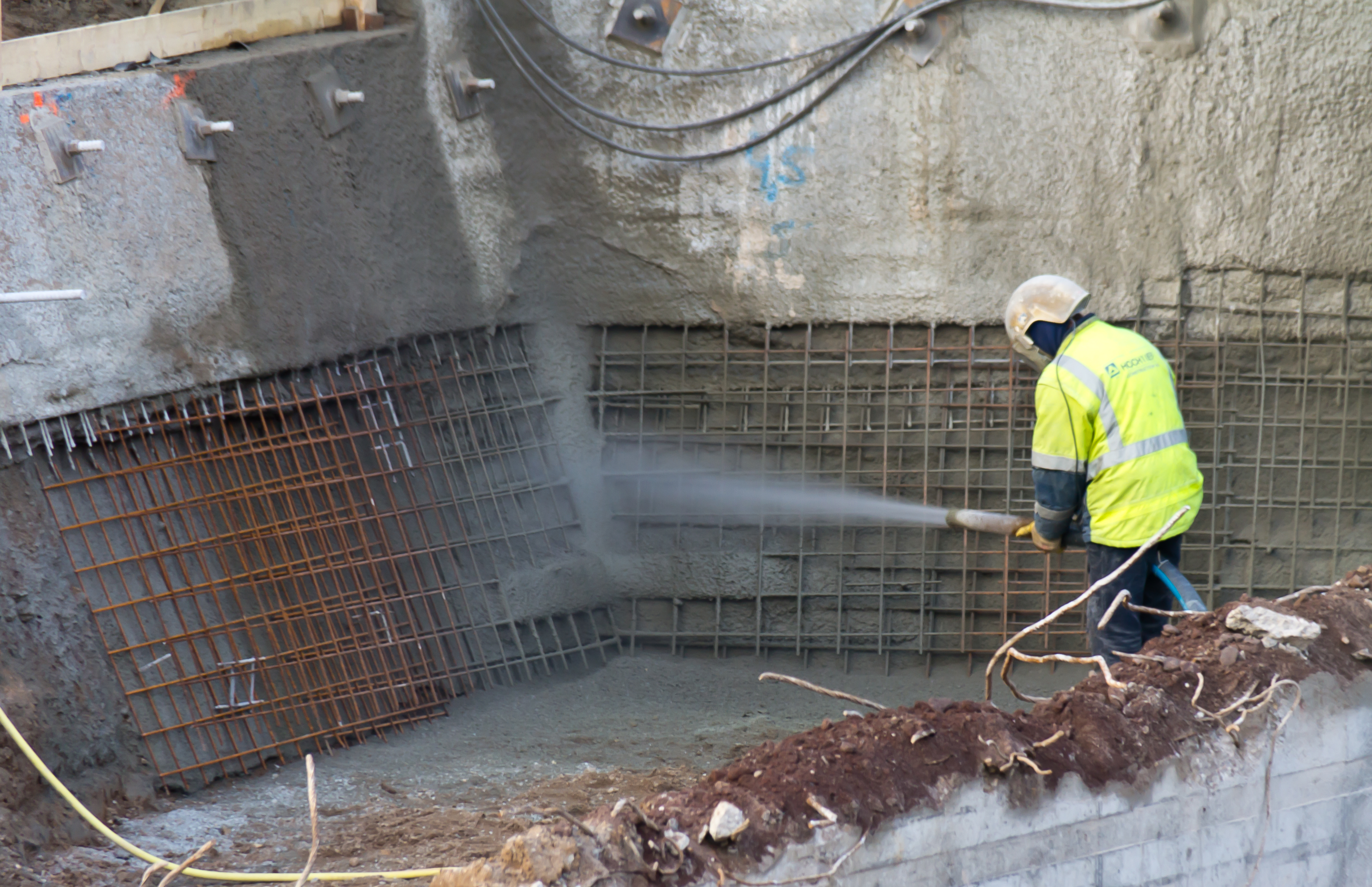
Торкрет-бетон

Бето́н (фр. béton, від лат. bitumen — «гірська смола») — штучний каменеподібний матеріал, результат раціонально підібраної суміші в'яжучого, заповнювачів, води і, при потребі, спеціальних добавок. До затвердіння цю суміш називають бетонною. Один з основних будівельних матеріалів, що застосовується для виготовлення збірних залізобетонних та бетонних конструкцій і бетонних виробів, а також для будівництва монолітних бетонних і залізобетонних споруд.
У випадку зведення будови з бетону його види і марки визначаються на стадії створення проєкту. Для різних елементів будівельної конструкції (фундаменти, що тримають стіни, внутрішні перегородки, підлоги) застосовуються різні види і марки бетонів.
Сфери застосування бетону в сучасному будівництві постійно розширюються. Широкі перспективи використання високоміцних бетонів (важких і легких), а також бетонів із заданими фізико-технічними властивостями: малою осадкою і рухливістю, морозостійкістю, довговічністю, тріщиностійкістю, теплопровідністю, жаростійкістю і захисними властивостями від радіоактивних дій.

## Історія
Хоч часто бетон сприймається як новітній матеріал, але насправді його використовують вже тисячі років, відомий ще в IV тисячолітті до н. е — Шумер. Давньоримська монументальна архітектура в часи свого розквіту була саме бетонною. Бетон відомий більше 4000 років (Стародавня Месопотамія), особливо широко використовувався в Стародавньому Римі. Італія — вулканічна країна, в якій легко доступні компоненти, з яких може бути приготований бетон, включаючи пуцолани і лавовий щебінь. Такі відомі споруди як Колізей, Пантеон чи знамениті римські дороги збудовані саме з бетону. Майже двохтисячолітнє існування цих споруд (наприклад 43 м бетонний купол Пантеону досі цілий) свідчить про можливості цього давнього але досі актуального будівельного матеріалу.

### «Римський бетон»
Тривалий час у Греції та Римі домінувало кам'яне мурування насухо. При цьому достатньо великі блоки надійно утримувались під дією власної ваги, але для цегли й дрібнорозмірного каменю такий спосіб був непридатний. Щоб зв'язати цеглини в мурах давні народи використовували глину, гіпс, бітум (асфальт), вапно, що сприяло розробкам відповідних корисних копалин. У III ст. до н. е. у Римі було винайдено новий будівельний матеріал, що отримав назву «римський бетон». Невідомий винахідник здогадався залити дрібні камені розчином вапна й піску. Коли суміш затужавіла, утворився достатньо міцний штучний камінь. Бетон мав значні переваги перед природним каменем, зумовлені можливістю приймати необхідну будівельникам форму та розміри блоків або мурів, утворюючи суцільну монолітну конструкцію. Відпала необхідність ламання й транспортування великих брил, обробки й припасовування каменів.
Особливого поширення бетон дістав після застосування домішок (здебільшого — вулканічного попелу), які унеможливили руйнування матеріалу атмосферними водами й вологою та підвищували його міцність. За назвою містечка Пуццолі поблизу Неаполя, де розробляли попіл з Везувію, такий бетон назвали пуцолановим. Він склав основу при будівництві мостів, акведуків, величних терм, Колізею та Пантеону («Храму всіх богів»). В часи правління Юлія Цезаря бетон стає основним будівельним матеріалом. Величезні обсяги будівництва не зменшили потреби в об'ємах розробки каменів, проте змінили вимоги до їх якості: те що раніше в каменоломнях відбраковували як непотріб, за нових технологій йшло в діло. Більш того, виникла необхідність відповідного подрібнення гірських порід, з яких виготовляли бетонну суміш, для чого масово використовували ручну працю рабів. Це вплинуло на способи ламання вапняків, спростило розробки інших гірських порід.

## Класифікація
За видом в'яжучого матеріалу (основна класифікація):
- цементні (найпоширеніші);
- асфальтові (найпоширеніші у будівництві доріг);
- вапняні;
- гіпсові;
- глиняні

тощо.
За характером та структурою заповнювачів:
- важкий або звичайний (об'ємна вага > 1 800 кг/м³), із заповнювачами із щебеню або гравію з щільних порід, застосовується в залізобетонних та бетонних конструкціях, де потрібна висока міцність і щільність;
- особливо важкий (> 2 700 кг/м³) із заповнювачами з бариту, залізних руд або металів; застосовується для захисту від γ-променів на атомних електростанціях, в лабораторіях тощо;
- легкий бетон (< 1 800 кг/м³) — арболіт, шлакобетон, пемзобетон та ін. — з легкими заповнювачами відзначається малою теплопровідністю і застосовується для огороджувальних конструкцій та покриттів;
- особливо легкий — ніздрюватий бетон (пінобетон, газобетон) з об'ємною вагою 800—600 кг/м³ та менше.

За матеріалом арматури:
- бетон зі сталевою арматурою — залізобетон (найпоширеніший):
  - із ненапруженою арматурою;
  - із попередньо напруженою арматурою;
- деревобетон;
- бетон зі скловолоконною композитною арматурою;
- очеретобетон;
- бетон, армований синтетичним волокном;
- дисперсне армування (фіброю)

За консистенцією бетонної суміші:
- жорсткий — застосовується для масивних монолітних конструкцій;
- пластичний — для тонкостінних густоармованих конструкцій.

За властивостями:
- Водонепроникний бетон (рос. водонепроницаемый бетон, англ. watertight concrete, нім. wasserdichter Beton m) — конструкційний бетон, що не пропускає воду при 0,2 МПа і вище. Застосовується в шахтному, гідротехнічному, транспортному будівництві.
- Морозотривкий бетон — бетон, що має підвищену морозостійкість (розрахований на більшу кількість циклів замерзання-відмерзання у порівнянні з неморозостійкими бетонами).[2]
- Вогнетривкий бетон — бетон, що має підвищену вогнетривкість (витримує до зруйнування вищі температури, ніж невогнетривкі бетони).

За способом бетонування:
- Торкетобетон — бетон, що отримується торкретуванням бетонної суміші на поверхню будівельних конструкцій або форму за допомогою цемент-пушки.

## Складові частини
До 85 % складу становлять заповнювачі, здебільшого місцеві матеріали. Розрізняють заповнювачі:
- дрібні (пісок природний або штучний, шлаковий пісок тощо) з розміром зернин від 0,08 до 5 мм;
- крупні (щебінь або гравій) з розміром зернин від 5 до 70 мм, а для масивних споруд — до 120 мм.

Крім заповнювачів із щільних гірських порід, застосовуються легкі заповнювачі — природні (пемза, туф, ракушняк) або з штучних пористих матеріалів (керамзит, термозит тощо).
Клей (цементуюча речовина) складається з в'яжучих матеріалів і води; бувають різновидності, що тужавіють без води, наприклад асфальтобетон. В'яжучими матеріалами є цемент, глина, вапно, гіпс, рідке скло, бітум, смола тощо. Можуть бути бетони:
- з сумішшю дрібного і крупного заповнювача,
- з одним дрібним заповнювачем (піщаний або дрібнозернистий Б),
- з одним крупним заповнювачем (крупнозернистий),
- зовсім без заповнювача (ніздрюватий).

## Властивості
Найголовніша властивість — міцність при стисканні. Залежить від:
- якості в'яжучого матеріалу,
- від водов'яжучого (водоцементного) відношення (чим воно вище, тим нижча міцність),
- від щільності заповнювачів і самого бетону.

Міцність розрізняють за так званими марками, що відповідають межі міцності при стиску 28-денного бетонного кубика з розміром ребра 20 см. Марки бетону в кг/см²:
- звичайні — 25, 35, 50, 75, 100, 150, 200, 300, 400, 500, 600;
- легкі — 10, 15, 25, 35, 50, 75, 100, 150, 200.

Розрізняють ще такі властивості: морозостійкість, водонепроникність, жаростійкість, кислотостійкість, міцність на згин, стійкість проти корозії та ін. Для одержання бетону потрібної марки роблять розрахунок складу, що визначається відношенням (головним чином вагою, рідше за обсягом) цементу, піску та щебеню (гравію) в бетонній суміші:
1 : П: Щ
Вага або об'єм цементу приймаються за одиницю у відношенні до піску (П) та щебеню (гравію) — (Щ). Всі матеріали для виготовлення бетонної суміші обов'язково дозуються. Іноді в бетонну суміш додають спеціальні речовини (хімікати), так звані добавки — активні, прискорюючі або уповільнюючі тужавіння та ін. Для надання поверхням водонепроникності їх обробляють розчинами силікофлуоридів цинку або кальцію (Ca[SiF6] або Zn[SiF6]) продукти гідролізу яких закупорюють поверхневі капіляри. Умови тужавіння бетону до набуття ним розрахункової міцності вимагають додержання певного режиму температури і вологості (захист від сонячних променів, поливання водою, запобігання замерзанню при мінусових температурах тощо). Виготовлення бетонної суміші провадиться в бетономішалках, на спеціалізованих механізованих бетонних заводах або бетонозмішувальних установках.
Суміжні поняття
Бето́н доро́жній — багатокомпонентний, штучно отриманий кам'яноподібний матеріал, який являє собою затверділу суміш в'яжучого (цементу), заповнювачів, води та необхідних домішок.
| Клас міцності бетону на стиск | Міцність, визначена на зразках-циліндрах, fck.cyl, МПа | Міцність, визначена на зразках-кубах, fck.cube, МПа |
| ----------------------------- | ------------------------------------------------------ | --------------------------------------------------- |
| C8/10                         | 8                                                      | 10                                                  |
| С12/15                        | 12                                                     | 15                                                  |
| С16/20                        | 16                                                     | 20                                                  |
| С20/25                        | 20                                                     | 25                                                  |
| С25/30                        | 25                                                     | 30                                                  |
| С30/35                        | 30                                                     | 35                                                  |
| С32/40                        | 32                                                     | 40                                                  |
| С35/45                        | 35                                                     | 45                                                  |
| С40/50                        | 40                                                     | 50                                                  |
| С45/55                        | 45                                                     | 55                                                  |
| С50/60                        | 50                                                     | 60                                                  |
| С55/67                        | 55                                                     | 67                                                  |
| С60/75                        | 60                                                     | 75                                                  |
| С70/85                        | 70                                                     | 85                                                  |
| С80/95                        | 80                                                     | 95                                                  |
| С90/105                       | 90                                                     | 105                                                 |
| С100/115                      | 100                                                    | 115                                                 |

## Неруйнівний контроль
Існуюча система неруйнівного контролю бетону конструкцій фактично орієнтована на використання поздовжніх акустичних хвиль. Це обумовлене простотою технічної реалізації вимірів швидкості (часу) проходження акустичного імпульсу у бетонному масиві. Недоліком методу виміру є втрата додаткової інформації про бетон, яка міститься у прийнятому акустичному сигналі. Тому застосування ультразвукового методу контролю бетону обмежується оцінкою його міцності. Сумісне ж використання декількох типів хвиль (так званий мультихвильовий контроль) дозволяє покращити метрологічні показники ультразвукового методу й отримати більше інформації при визначенні фізико-механічних властивостей бетону у лабораторних умовах та натурних.
В Японії було досягнуто найвищої міцності бетону в світі шляхом водопоглинання. Водопоглинальна обробка постачає воду в порожнечі під час виймання, і було виявлено, що чим більше збільшується насичення, тим більше підвищується міцність на стиск після термозатвердіння. Сполучні матеріали для бетону надвисокої міцності змішуються з надзвичайно малим вмістом води, немає достатньої кількості вологи для реакції гідратації цементу. Таким чином, недостатня реакційна вода примусово подається ззовні шляхом 30-хвилинної обробки бетону 1-2-денної давності. Існує два способи водопоглинання: дегазація і кип'ятіння. Після водопоглинаючої обробки виконується двоетапне термічне затвердіння (затвердіння парою та термічне затвердіння), щоб стимулювати гідратацію з поданою водою та утворювати ультратонку затверділу структуру.
Це дозволило досягти максимальної міцності на стиск 464 Н/мм2 (середнє значення за результатами випробувань з трьома зразками), виготовленого литтям. Тобто PFC бетон має міцність 464 МПа, що у 4,5 рази більше наявного С100/115.